# Leslie Uggams
Leslie Marian Uggams (/ˈʌɡəmz/; nascuda el 25 de maig de 1943)és una actriu i cantant estatunidenca. Començant la seva carrera de nena a principis dels anys 50, Uggams és reconeguda per interpretar Kizzy Reynolds a la minisèrie de televisió Arrels (1977), guanyant nominacions al Globus d'Or i als premis Emmy per la seva actuació. Abans havia estat molt aclamada pel musical de Broadway Hallelujah, Baby!, guanyant un premi Theater World el 1967 i el premi Tony a la millor actriu en un musical el 1968. Més tard en la seva carrera, Uggams va rebre una nova atenció amb aparicions com Blind Al a les pel·lícules de superherois Deadpool (2016) i la seva seqüela del 2018 (també com a la propera tercera pel·lícula de Deadpool del 2024); com a Leah Walker a la sèrie de drama musical de Fox Empire (2016-2020); com Agnes Ellison a la pel·lícula de comèdia dramàtica American Fiction (2023); i com a Betty Pearson a la sèrie de drama post-apocalíptic d'Amazon Original Fallout (2024), basada en el videojoc del mateix nom.

## Biografia
Uggams va néixer al barri de Harlem de la ciutat de Nova York , filla de Juanita Ernestine (Smith), una ballarina i ballarina del cor del Cotton Club, i Harold Coyden Uggams, un operador d'ascensors i manteniment, que era un cantant amb el cor Hall Johnson. Va assistir a la Professional Children's School de Nova York i a Juilliard. La seva tia, la cantant Eloise C. Uggams, va animar la seva formació musical. Un dels seus avis va ser Coyden H. Uggams, dues vegades pastor de l'Església presbiteriana de Zion a Charleston, Carolina del Sud, de 1902 a 1906 i de 1913 a 1919.

### Carrera

#### Treballa inicials
Uggams va començar al món de l'espectacle quan era un nen el 1951, interpretant la neboda d'Ethel Waters a Beulah. Aquell mateix any va aparèixer com a intèrpret destacada al famós Apollo Theatre de Harlem, al costat d'Ella Fitzgerald. Va fer el seu debut professional als sis anys al programa de la NBC de Jack Barry "Stars And Stardust". Després d'això, va actuar a "Arthur Godfrey's Talent Scouts". Uggams va tenir la seva major oportunitat a The Lawrence Welk Show i va ser habitual a Sing Along with Mitch, protagonitzada pel productor i director discogràfic Mitch Miller. El gener de 1954, Uggams, de deu anys, va llançar un senzill a doble cara de MGM Records.El 1960, va cantar, fora de la pantalla, "Give Me That Old Time Religion" a la pel·lícula Inherit the Wind. Uggams va ser reconeguda pel públic de televisió com un futur talent adolescent l'any 1958 a la sèrie de concursos musicals Name That Tune. Un executiu discogràfic estava a l'audiència de l'estudi i la va signar un contracte.Els seus discos "One More Sunrise" (una portada en anglès de "Morgen" d'Ivo Robic, 1959) i "House Built on Sand" van arribar a les llistes de llista de la revista Billboard.

#### Televisió i cinema
Va aparèixer a The Ed Sullivan Show cantant Yesterday dels Beatles el 1965 i més tard va tenir el seu propi programa de varietats de televisió, The Leslie Uggams Show el 1969. Aquest va ser el primer programa de varietats de la xarxa que va ser presentat per una persona negra des de The Nat King Cole Show de mitjans dels anys cinquanta.tenir un paper principal a la minisèrie Arrels de 1977 , per la qual va rebre una nominació als Emmy, com Kizzy. El 1979, va interpretar el paper de Lillian Rogers Parks a la minisèrie guanyadora d'un Emmy Backstairs at the White House. També va fer aparicions com a convidada en programes de televisió com Family Guy (com ella mateixa), I Spy, Hollywood Squares, The Muppet Show, The Love Boat i Magnum, P.I.. El 1996, Uggams va interpretar el paper de Rose Keefer a All My Children. Va guanyar un premi Daytime Emmy el 1983 com a presentadora del programa de jocs Fantasy de la NBC.
A la seva primera pel·lícula, no va ser vista ni acreditada. A Inherit the Wind (1960), va cantar l'obertura, "(Gimme Dat) Old Time Religion", i el tancament, "Battle Hymn of the Republic". La seva carrera cinematogràfica inclou papers a  Skyjacked (1972), Black Girl (1972) i Poor Pretty Eddie (1975), en què va interpretar una cantant popular que, en quedar encallada al sud profund, és abusada i humiliada pels perversos habitants de un poble del bosc. Més tard va aparèixer a Sugar Hill (1994) al costat de Wesley Snipes, i va interpretar a Blind Al a Deadpool (2016) el febrer de 2016. L'abril de 2016, va interpretar a Leah Walker, la mare bipolar de Lucious Lyon en l'exitosa sèrie de la Fox Empire. Uggams va aparèixer com Sadie a la pel·lícula de televisió del 2017 The Immortal Life of Henrietta Lacks, i el 2018, va tornar com a Blind Al a Deadpool 2.
És una demòcrata activa i va organitzar una Teletó Democràtica el 1984. El 1999 i el 2021, va protagonitzar dos episodis de Family Guy. A més, també està programada per repetir el seu paper de Blind Al a Deadpool & Wolverine.
El 2023, Uggams va donar veu a un personatge, l'àvia, a My Dad the Bounty Hunter i va aparèixer com Agnes a la pel·lícula American Fiction.

#### Teatre
Uggams va ser escollida per protagonitzar Hallelujah, Baby! després que Lena Horne declinés el paper de Georgina. El musical es va estrenar a Broadway el 1967 i "va crear una nova estrella. Va guanyar el premi Tony a la millor actriu en un musical (en empat amb Patricia Routledge). Va aparèixer a Broadway a la revista Blues in the Night el 1982 i a la revista musical de les obres de Jerry Herman, Jerry's Girls el 1985.Uggams va substituir a Patti LuPone com a Reno Sweeney al revival del Lincoln Center al musical de Cole Porter Anything Goes a Broadway el març de 1989. Havia interpretat a Reno en una gira pels Estats Units el 1988-1989 Jerry's Girls in 1985. Els papers posteriors a Broadway inclouen Muzzy a Thoroughly Modern Millie (2003–2004) i Ethel Thayer a On Golden Pond al Kennedy Center el 2004 i a Broadway al Cort Theatre el 2005.
El 2001, ella va aparèixer a l' obra d'August Wilson King Hedley II, rebent una nominació al premi Tony a la millor actriu en una obra de teatre. Al gener de 2009, Uggams va interpretar a Lena Horne en una producció del musical escènic Stormy Weather al Pasadena Playhouse a Califòrnia, dirigida per Michael Bush i coreografiada per Randy Skinner.
Al juny de 2012, Uggams va interpretar a Muzzy en una producció de Thoroughly Modern Millie a The Muny a St. Louis. El 2014, va protagonitzar Rose a la producció de Gypsy, Nutmeg Summer Series, del Connecticut Repertory Theatre . El 2024, Uggams va aparèixer en el paper de Gran Mimi a la producció del New York City Center Encores! de Jelly's Last Jam, que va tenir lloc del 21 de febrer al 3 de març.

### Vida personal
Uggams està casada amb el seu manager Grahame Pratt des de 1965, en aquell moment un matrimoni interracial d'alt perfil. "No va ser tan difícil com esperava", diu Uggams. "Crec que el motiu és que Grahame no era un home blanc americà. Però, per descomptat, vam rebre correu". Uggams va conèixer el seu marit a la Professional Children's School de Nova York, on tots dos eren estudiants. La parella es va tornar a trobar mentre ella actuava a Sydney durant una de les gires de celebritats d'Uggams a Austràlia, i després es va convertir en el seu gerent. Després del seu casament, van decidir instal·lar-se a la ciutat de Nova York per la seva relativa tolerància a les relacions interracials. La filla de la parella, Danielle, va néixer el 1970, i el seu fill Justice el 1975.

## Crèdits professionals

### Cinema
| Any  | Títol                     | Paper                    | Notes |
| ---- | ------------------------- | ------------------------ | --- |
| 1962 | Two Weeks in Another Town | Chanteuse                | |
| 1972 | Skyjacked                 | Lovejoy Wells            | |
| 1972 | Black Girl                | Netta                    | |
| 1975 | Poor Pretty Eddie         | Elizabeth 'Liz' Wetherly | |
| 1993 | Sugar Hill                | Doris Holly              | |
| 2009 | Toe to Toe                | Grandma                  | |
| 2014 | Just the Three of Us      | Regina                   | Short film |
| 2016 | Deadpool                  | Blind Al                 | All Def Movie Award for Best Superhero Token Sidekick |
| 2018 | Deadpool 2                | Blind Al                 | |
| 2021 | The Ravine                | Joanna                   | Los Angeles Film Award for Best Ensemble |
| 2022 | Nanny                     | Kathleen                 | |
| 2022 | Dotty & Soul              | Dotty                    | |
| 2023 | American Fiction          | Agnes Ellison            | Nominada — AARP Movies for Grownups Award for Best Supporting Actress Nominada — Screen Actors Guild Award for Outstanding Performance by a Cast in a Motion Picture Nominada — Washington D.C. Area Film Critics Association Award for Best Ensemble Nominada — Georgia Film Critics Association Award for Best Ensemble |
| 2024 | Deadpool & Wolverine      | Blind Al                 | Post-production |

### Televisió
| Any       | Títol                                | Papr                                       | Notes |
| --------- | ------------------------------------ | ------------------------------------------ | --- |
| 1966      | Hullabaloo                           | Ella mateixa                               | Presentadora of weekly variety show, January 10 |
| 1966      | The Girl from U.N.C.L.E.             | Natasha Brimstone                          | Episodi: "The Jewels of Topango Affair" |
| 1967      | I Spy                                | Tonia                                      | Episodi: "Tonia" |
| 1969      | The Leslie Uggams Show               | Ella mateixa                               | 10 episodis |
| 1970      | Swing Out, Sweet Land                | Saloon Singer                              | especial per a la televisió |
| 1972      | The Mod Squad                        | Dina Lane                                  | Episodi: "Kill Gently, Sweet Jessie" |
| 1974      | Marcus Welby, M.D.                   | Laurie Williams                            | Episodi: "Feedback" |
| 1977      | Roots                                | Kizzy Reynolds                             | Minisèrie Nominada — Premi Primetime Emmy per Millor Actriu Convidada en una sèrie dramàtica (1977) Nominada — Globus d'Or a la Millor Actriu en una sèrie de televisió – Drama (1977)                 |
| 1979      | Backstairs at the White House        | Lillian Rogers Parks                       | Minisèrie |
| 1981      | Sizzle                               | Vonda                                      | Pel·lícula per a la televisió |
| 1982–1984 | Fantasy                              | Presentadora                               | Premi Daytime Emmy per la Millor Presentadora Presentadora en un programa de varietats (1983) Nominada — Premi Daytime Emmy per la Millor Presentadora Presentadora en un programa de varietats (1984) |
| 1984      | Magnum, P.I.                         | Alexis Carter                              | Episodi: "Paradise Blues" |
| 1987      | Hotel                                | Amanda Price                               | Episodi: "Discoveries" |
| 1981–1987 | The Love Boat                        | Callie Reason, Leslie Uggams, Marion Blake | 3 episodis |
| 1991      | The Cosby Show                       | Kris Temple                                | Episodi: "The Return of the Clairettes" |
| 1993      | A Different World                    | Dr. Eileen Redding                         | Episodi: "College Kid" |
| 1995      | Under One Roof                       | Geneva                                     | Episodi: "Secrets" |
| 1996      | All My Children                      | Rose Keefer                                | Nominada — NAACP Image Award for Outstanding Actress in a Daytime Drama Series (1996) |
| 2011      | Memphis Beat                         | Estelle                                    | Episodi: "Troubled Water" |
| 2011      | The Good Wife                        | Suzanne Packer                             | Episodi: "Death Row Tip" |
| 2015      | Nurse Jackie                         | Vivian                                     | 3 episodis |
| 2016–2020 | Empire                               | Leah Walker                                | 21 episodis |
| 2017      | The Immortal Life of Henrietta Lacks | Sadie                                      | Pel·lícula per a la televisió |
| 2021      | The Bite                             | Dr. Hester Boutella                        | 3 episodis |
| 2021      | Family Guy                           | Ella mateixa                               | Episodi: "The Birthday Bootlegger" |
| 2019–2022 | New Amsterdam                        | Mama Reynolds                              | 5 episodis |
| 2023      | Extrapolations                       | Isabel Zucker                              | 2 episodis |
| 2023      | My Dad the Bounty Hunter             | Grandma                                    | Veu |
| 2024      | Fallout                              | Betty Pearson                              | 5 episodis |

## Discografia
- The Eyes of God (Columbia CS8174, 1959)
- LESLIE UGGAMS ON TV with Mitch Miller's sing along chorus (Columbia CL1706, 1962)
- So in Love! (Columbia CS8871, 1963)
- A Time to Love (Atlantic 8128, 1966)
- What's an Uggams? (Atlantic SD8196, 1968)
- Just to Satisfy You (Atlantic SD8241, 1969)
- Leslie (Columbia CS9936, 1970)
- Try to See It My Way (Sonday SL8000, 1972)
- Leslie Uggams (Motown M6846S1, 1975)
- Leslie Uggams: On My Way to You: Songs of Alan and Marilyn Bergman (2003)[31]

## Premis i nominacions
| Any  | Premi                       | Categoria                                                        | Treball           | Resultat  | Ref.   |
| ---- | --------------------------- | ---------------------------------------------------------------- | ----------------- | --------- | ------ |
| 2016 | Premis All Def Movie Awards | Best Superhero Token Sidekick                                    | Deadpool          | Guanyador | [ 32 ] |
| 1983 | Premis Emmy Daytime         | Millor Presentadora Presentadora en un programa de varietats     | Fantasy           | Guanyador |        |
| 1984 | Premis Emmy Daytime         | Millor Presentadora Presentadora en un programa de varietats     | Fantasy           | Nominat   |        |
| 1977 | Globus d'Or                 | Globus d'Or a la millor actriu en una sèrie de televisió - Drama | Roots             | Nominat   | [ 33 ] |
| 2021 | Premis Los Angeles Film     | Millor conjunt                                                   | The Ravine        | Guanyador | [ 34 ] |
| 1996 | Premis NAACP Image          | Millor actriu en una sèrie dramàtica de dia                      | All My Children   | Nominat   |        |
| 2009 | Premis Ovation              | Millor actriu protagonista en un musical                         | Stormy Weather    | Nominat   | [ 35 ] |
| 1977 | Premis Emmy Primetime       | Millor actriu convidada en una sèrie dramàtica                   | Roots             | Nominat   | [ 36 ] |
| 2023 | Premis Screen Actors Guild  | Millor actuació del repartiment en una pel·lícula                | American Fiction  | Nominat   | [ 37 ] |
| 1967 | Premis Theatre World        | Premis Theatre World                                             | Hallelujah, Baby! | Guanyador | [ 38 ] |
| 1968 | Premi Tony                  | Millor actriu protagonista en un musical                         | Hallelujah, Baby! | Guanyador | [ 39 ] |
| 2001 | Premi Tony                  | Millor actriu protagonista en una obra                           | King Hedley II    | Nominat   | [ 40 ] |
| 2007 | Premis TV Land              | Premi d'aniversari                                               | Roots             | Nominat   |        |

- 1979: Joc de cartes de Supersisters (una de les cartes mostrava la foto I el nom d'Uggam)[41]

### Doctorats honofífics
- 2015: Doctorat honorífic en Arts per la University of Connecticut
- 2019: Doctorat honorífic en Arts per la University of Michigan[42]